# Liste der Mitglieder der Deutschen Akademie der Naturforscher Leopoldina/1917
Die Liste der Mitglieder der Deutschen Akademie der Naturforscher Leopoldina für 1917 enthält alle Personen, die im Jahr 1917 zum Mitglied ernannt wurden. Insgesamt gab es 15 neu gewählte Mitglieder.

## Neu gewählte Mitglieder
| Nr.  | Name                                    | Geboren       | Aufnahme | Gestorben     | Fachsektion                              | Bild                              |
| ---- | --------------------------------------- | ------------- | -------- | ------------- | ---------------------------------------- | --------------------------------- |
| 3385 | Heinrich Franklin Schaumann             | 19. Apr. 1856 | 12. Mrz. | 8. März 1922  | Physiologie                              |                                   |
| 3386 | Karl Leopold Escherich                  | 18. Sep. 1871 | 15. Mrz. | 22. Nov. 1951 | Zoologie und Anatomie                    |                                   |
| 3387 | Karl Weule                              | 29. Feb. 1864 | 21. Mrz. | 19. Apr. 1926 | Anthropologie, Ethnologie und Geographie | Karl Weule                        |
| 3388 | Adolf Karl Otto Baschin                 | 7. Apr. 1865  | 22. Mrz. | 4. Sep. 1933  | Anthropologie, Ethnologie und Geographie |                                   |
| 3389 | Felix Alexander Maria von Luschan       | 11. Aug. 1851 | 24. Mrz. | 7. Feb. 1924  | Anthropologie, Ethnologie und Geographie | Felix Alexander Maria von Luschan |
| 3390 | Arnold Durig                            | 12. Nov. 1872 | 27. Mrz. | 18. Okt. 1961 | Physiologie                              |                                   |
| 3391 | Ewald Richard Heinrich Albert Rübsaamen | 20. Mai 1857  | 28. Mrz. | 17. März 1919 | Zoologie und Anatomie                    |                                   |
| 3392 | Alfred Johann Merz                      | 24. Jan. 1880 | 5. Apr.  | 16. Aug. 1925 | Anthropologie, Ethnologie und Geographie | Alfred Johann Merz                |
| 3393 | Ernst Paul Heinrich Küster              | 18. Juni 1874 | 10. Apr. | 6. Juli 1953  | Botanik                                  |                                   |
| 3394 | Gustav Oskar Max Braun                  | 30. Mai 1881  | 6. Jun.  | 11. Nov. 1940 | Anthropologie, Ethnologie und Geographie |                                   |
| 3395 | Karl Theodor Sapper                     | 6. Feb. 1866  | 6. Jun.  | 29. März 1945 | Anthropologie, Ethnologie und Geographie |                                   |
| 3396 | Hermann von Bertrab                     | 15. Sep. 1857 | 17. Dez. | 24. Jan. 1940 | Mathematik und Astronomie                |                                   |
| 3397 | Karl Gottlob Friedrich Haußmann         | 22. Juni 1860 | 17. Dez. | 24. Jan. 1940 | Mathematik und Astronomie                |                                   |
| 3398 | Emil Gustav Adolf Borraß                | 22. Feb. 1856 | 17. Dez. | 16. Nov. 1930 | Mathematik und Astronomie                |                                   |
| 3399 | Richard Schumann                        | 9. Mai 1864   | 21. Dez. | 2. Feb. 1945  | Mathematik und Astronomie                |                                   |